# Lammer
Die Lammer ist ein rund 41 Kilometer langer rechter Nebenfluss der Salzach im österreichischen Bundesland Salzburg.

## Name
Der Name ist 1124 als Lamara ersturkundlich genannt. Er bedeutet so viel wie „Fluss, der durch die Klamm fließt“.

## Landschaft und Lauf

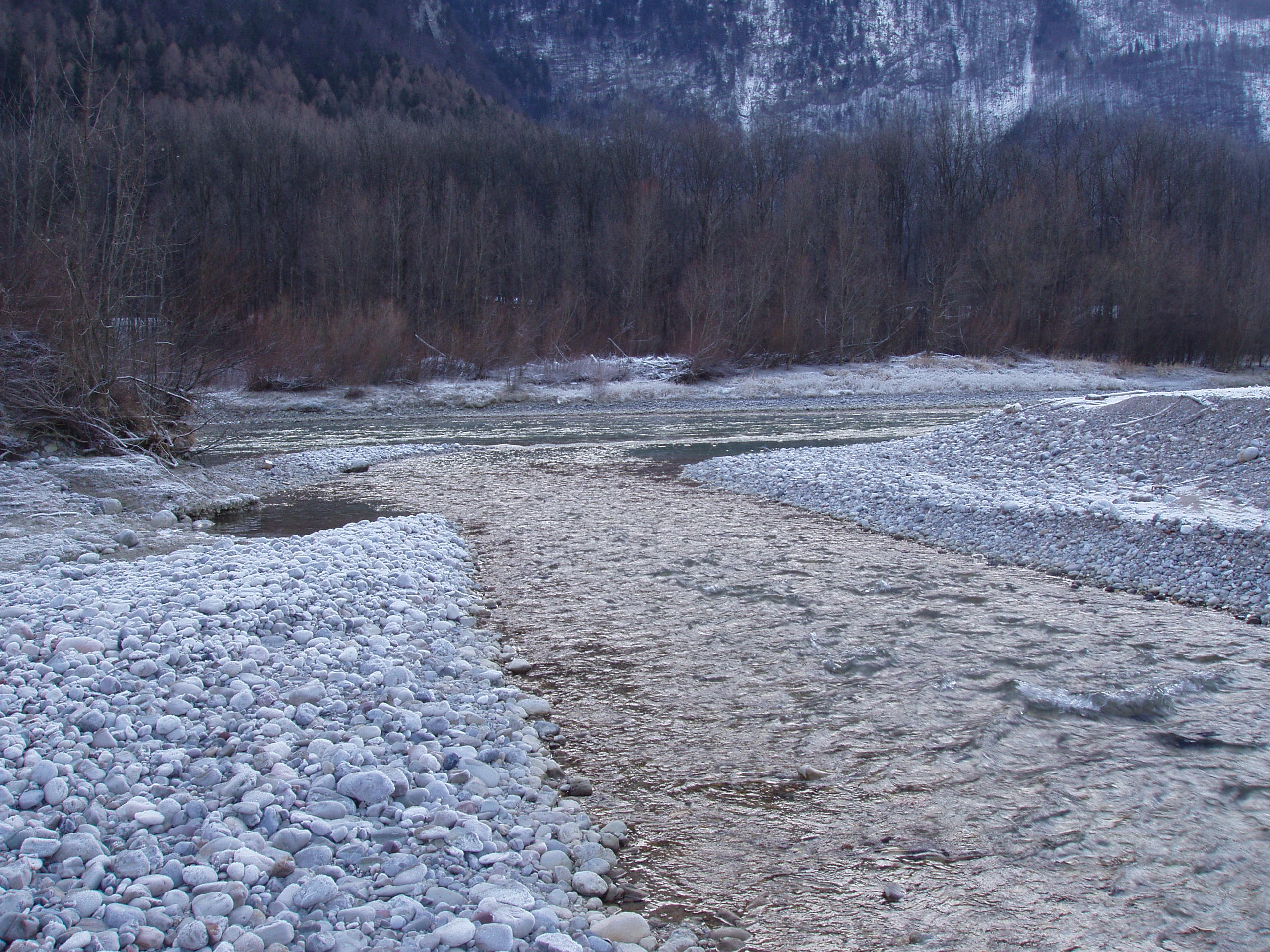
Teilmündung der Lammer in die Salzach

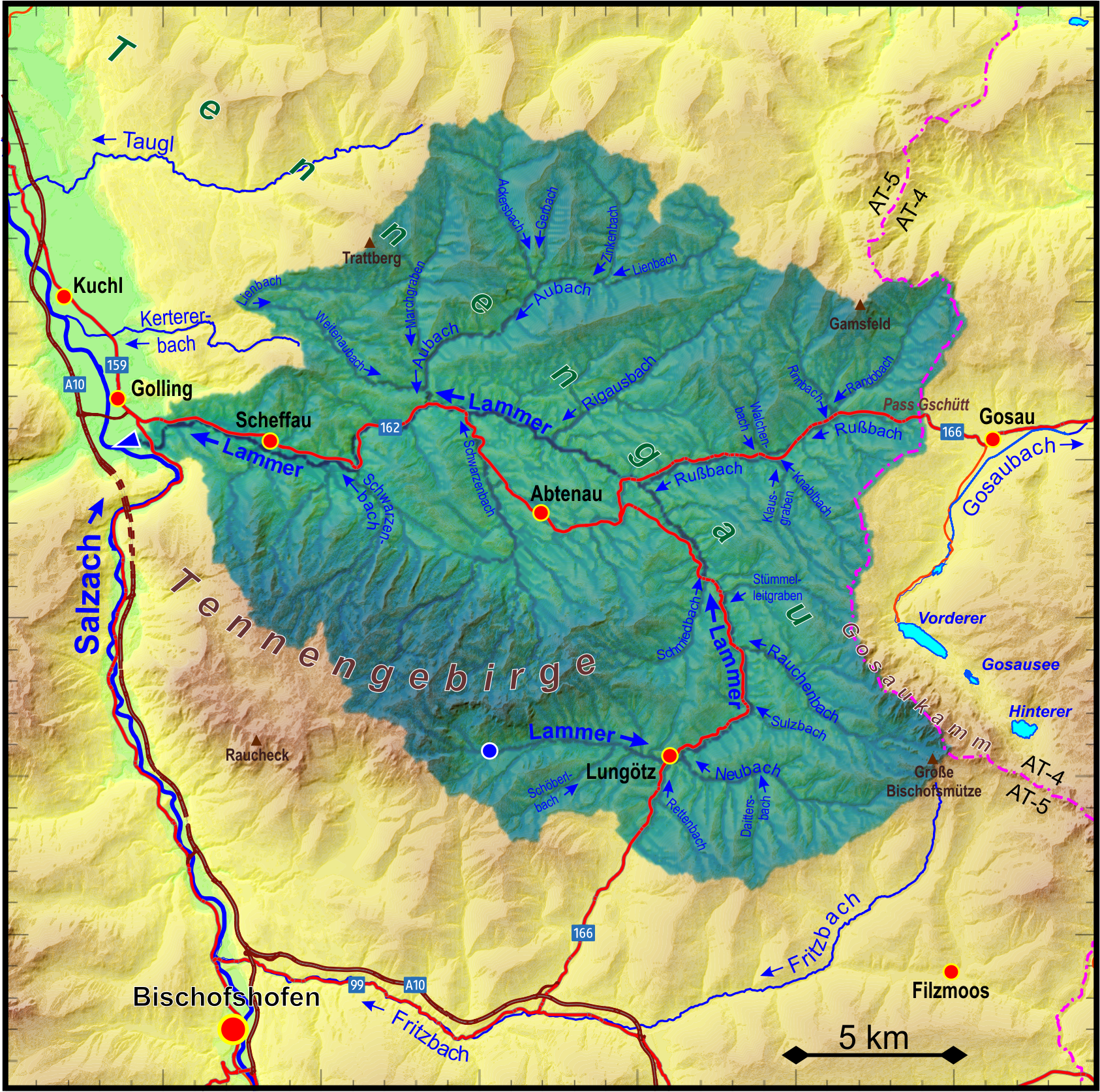
Einzugsgebiet der Lammer

Die Lammer entspringt im Tennengebirge, welches sie in einem weit gezogenen Bogen umfließt. Der – meist trockenfallende – Beginn des Bachlaufs befindet sich am Jochriedel 1720 m ü. A., in der Gemeinde Sankt Martin am Tennengebirge an der Grenze zu Werfenweng. Als kleiner Bach fließt sie dann über Lammertal ostwärts, bis sie abrupt nach Norden schwenkt.
Entlang des Mittellaufes liegt dann das Lammertal selbst, mit den Gemeinden Annaberg-Lungötz, Abtenau und Scheffau am Tennengebirge. In der Nähe von Oberscheffau befindet sich eine Klamm, die Lammeröfen.
Nach dieser Klamm betritt die Lammer das Südende des Salzburger Beckens, in der Nähe des Pass Lueg, und mündet in der Ebene in der Nähe von Golling in die Salzach.

## Nutzung
Die Lammer ist für ihr sehr sauberes Wasser bekannt, der Fluss ist auch bei Wildwassersportlern beliebt.

## Nebenbäche
Die Lammer hat ein Einzugsgebiet von 395,5 Quadratkilometern. Die größten Zuflüsse sind:
| Name          | Mündungsseite | Mündungsort   | Einzugsgebiet in km² |
| ------------- | ------------- | ------------- | -------------------- |
| Schöberlbach  | rechts        | Lammertal     | 04,5                 |
| Karbach       | rechts        | Lungötz       | 09,7                 |
| Neubach       | rechts        | Neubach       | 19,8                 |
| Rauchenbach   | rechts        | nach Annaberg | 17,2                 |
| Teufelsgraben | rechts        |               | 05,1                 |
| Schmiedbach   | links         |               | 10,8                 |
| Rußbach       | rechts        | Lammerer      | 55,9                 |
| Rigausbach    | rechts        | Sägewerk      | 21,3                 |
| Schwarzenbach | links         | Voglau        | 45,4                 |
| Aubach        | rechts        |               | 75,2                 |
| Schwarzbach   | links         | Oberscheffau  | 21,0                 |